# Helmut Kerndorff
Helmut Kerndorff ( 1962 ) es un botánico, y curador alemán.

## Biografía
Desarrolla actividades académicas en la Universidad de Kassel Es especialista en el género Crocus, de la familia de las iridáceas.

## Algunas publicaciones

### Libros
- f. Fischer, helmut Kerndorff, stephan Kühn. 2000. Die branchenspezifische Ermittlung von Phenolen und Abschätzung ihrer Grundwassergängigkeit. Edición 107 de la Serie Publicación de la Asociación para el Agua, Suelo y Aire Higiene, Suelo y Aire club de Higiene para Agua, ISSN 0300-8665 ed. Eigenverlag Verein WaBolu, 108 pp. ISBN 3932816366, ISBN 9783932816369

- r. Schleyer, ruprecht Schleyer, helmut Kerndorff. 1992. Die Grundwasserqualitaet Westdeutscher Trinkwasserressourcen. 257 pp.

- helmut Kerndorff [ed.] ruprecht Schleyer. 1992. Toxikologisches Beurteilungsraster (Evaluación toxicológica de cuadrícula). Vol. 2 de Desarrollo de métodos y estándares para la evaluación estandarizada de contaminantes y sitios industriales contaminados, en particular con respecto a su potencial de contaminación de las aguas subterráneas: informe final. Fecha de finalización: octubre de 1990; contrato 14404643 / H et al [Al Et.]. Instituto para el Agua, Suelo y Aire Higiene, Oficina Federal de la Salud, de Berlín; Ministerio Federal de Investigación y Tecnología, 65 pp. Bonn
- La abreviatura «Kernd.» se emplea para indicar a Helmut Kerndorff como autoridad en la descripción y clasificación científica de los vegetales.[3]